# Footrot Flats: The Dog's Tale
Footrot Flats: The Dog's Tale (gestileerd als Footrot Flats: The Dog's Tail Tale) is een Nieuw-Zeelandse animatiefilm uit 1986, gebaseerd op de personages en omgeving van de stripreeks Footrot Flats.
De film is geschreven door de illustrator en bedenker van Footrot Flats; Murray Ball en regieschrijver Tom Scott. De film is geregisseerd door Ball, en geproduceerd door John Barnett en Pat Cox, met muziek van Dave Dobbyn. De stemmencast bestaat uit vooraanstaande Nieuw-Zeelandse acteurs. Het was de eerste animatiefilm volledig geschreven en gebaseerd in Nieuw-Zeeland.
De film werd in november 1986 in Nieuw-Zeeland in de bioscopen uitgebracht en op 9 april 1987 volgde de première in Australië. De film bracht $2.500.000 op aan de kassa in Nieuw-Zeeland (waarmee het een van de meest succesvolle lokale films van de jaren tachtig is). In Australië had het een brutowinst van $4.317.000, wat overeenkomt met $11 miljoen in 2016.

## Verhaal
De film speelt zich af in een landelijke omgeving buiten de fictieve stad Raupo op het Noordereiland van Nieuw-Zeeland en draait om schapen- en veeboer Wal Footrot en zijn bordercollie genaamd Dog. 
Wal woont en werkt op zijn boerderij, Footrot Flats, bijgestaan door zijn natuurminnende buurman Cooch Windgrass, Maori jongen Rangi Jones en Wal's nichtje Pongo.
Wal en Cooch zijn op een dag aan het werk wanneer zij worden bedreigd door hun onaangename buren, de Murphys, bestaande uit vader Irish en zijn twee zonen Spit en Hunk. De Murphy's zijn uit op het stelen van Coochs herten en vee. Wanneer de Murphys vanuit hun helikopter Wal's scheerschuur onder vuur nemen, raken de schapen in paniek en valt Dog in schapendip en begint te verdrinken. Dit leidt tot een flashback waarin Dog droomt over hoe het allemaal begon; zijn leven op de boerderij. Hij herinnert zich dat hij als puppy aan Wal werd gegeven door tante Dolly. Zij brengt hem op een dag onverwachts langs bij Wal zodat deze voor hem kan zorgen. Ze probeert zijn naam aan Wal te vertellen, maar Dog voorkomt dat ze deze uitspreekt door haar te bijten. Hij heeft namelijk een enorme hekel aan zijn naam die ze hem heeft gegeven en wil niet dat andere deze kennen. Wal noemt hem daarom simpelweg gewoon Dog (hond) waardoor Dog's respect direct groeit voor Wal en hij zijn vriendschap aan hem beloofd. Wal laat Dog de boerderij zien en geeft hem een oude watercontainer als slaapplek. In de avond schrikt hij van het onweer en rent weg in de regen. Hij raakt verdwaald. Bij de brug aangekomen ziet hij de Murphy's een zak in het water gooien. In deze zak zit een puppy van Dog's leeftijd. Een vrouwelijke bordercollie. Hij springt in het water en probeert haar te redden, maar ze raken beiden overrompeld door het slechte weer. Verderop in de rivier staat Wal's buurman Cooch te vissen als hij de zak ziet en beide honden uit het water red en in huis neemt. De volgende dag gaat hij met de twee pups uit wandelen als hij zijn buurman Wal tegenkomt die in paniek is doordat hij zijn hond, Dog, kwijt is. Hij wordt emotioneel over Dog die daarvan weer erg gevleid is. De twee worden herenigd en de andere bordercollie pup, krijgt de naam Jess en blijft bij Cooch. 
Daarna ontwaakt Dog uit zijn bewusteloosheid en wordt hij gered door Wal, die hem mond op mond beademing toedient. Dog is gered uit de schapendip door Major, de andere hond van Wal. Hij komt bij en loopt weer vrolijk weg. Wal ziet zijn nichtje Pongo en Rangi rugby spelen en wil ze uitleggen hoe ze dit correct moeten doen als ze beginnen te vechten. Rangi weet echter hoe het spel in elkaar steekt en maakt Wal compleet in tot diens verbazing en ongenoegen. Rangi vertelt aan Wal vertelt dat er binnenkort een selector van het nationale rugbyteam van Nieuw-Zeeland, the All Blacks, het dorp komt bezoeken om mogelijk talent te scouten. Wal's grootste droom is al jaren om professioneel rugbyspeler te worden en voor de All Blacks te spelen. Hij besluit daarom om hard te gaan trainen om zichzelf te bewijzen en hopelijk geselecteerd te worden voor het team. Samen met begeleiding van Dog traint hij de dagen daarna hard en veel, maar enig vooruitgang zit er niet in. Op de laatste trainingsdag wordt Dog afgeleid door Jess en laat Wal achter. Beide rennen ze weg en spelen ze in de velden. Ze komen beiden bijna op het terrein van de Murphy's waar een bord ze waarschuwt dat honden die het terrein betreden worden afgeschoten. Ze rennen weg en spelen verder in het gras en laten elkaar hun affectatie voor elkaar merken. Op enig ogenblik wordt Jess loops. Dog wordt smoorverliefd en loopt haar achteraan. Om te voorkomen dat de twee paren rennen Cooch en Wal achter hun honden aan. Wal neemt Dog terug naar de boerderij en Cooch sluit Jess op in de Bitch's Box. Een speciaal hondenhok op grote hoogte waar andere honden niet bij kunnen zolang zij loops is. 
De dag erna laat Wal zelf verstek gaan aan zijn trainig om een date te regelen met zijn vriendin Cheeky Hobson, de blonde eigenaresse van een kapsalon in de stad. Dog is tegen Wal's relatie met Cheeky doordat hij haar niet vertrouwd en daarnaast ook zeer jaloers is op andere die veel aandacht krijgen van Wal. Wal kleed zich in het enige, nette kostuum dat hij heeft en haast zich naar de kapsalon. Cheeky is niet heel erg gecharmeerd van hem en vertelt hem om buiten te wachten tot ze klaar is met werken. Wal zingt buiten een lied over hoe zeer verliefd hij is tot grote ergernis van Cheeky, haar klanten en mensen op straat en tot grote schaamte van Dog. Als Cheeky klaar is met werken neemt hij haar mee voor een etentje waar ze akkoord mee gaat. Ze denkt dat Wal haar meeneemt naar een luxe en duur restaurant, maar in werkelijkheid neemt hij haar mee naar een goedkope vreetschuur die zich er tegenover bevindt. Dog moet in de auto blijven van Wal, maar achtervolgt ze toch. Hij is ervan overtuigd dat Cheeky iets van plan is. Wal bestelt als avondmaal twee keer een Engels ontbijt voor hem en Cheeky als diner. Wall wil suiker in zijn koffie maar Cheeky vindt dat suiker slecht is voor hem en dat hij beter zoetjes kan nemen. Wanneer Wall opstaat om suiker te halen gooit ze de zoetjes in zijn koffie. Dog ziet dit en is ervan overtuigd dat dit pillen met gif zijn. Hij stormt binnen en verpest het diner. Cheeky ontsteekt hierdoor in woede, nadat ze met eten word besmeurd en verlaat het restaurant met de woorden dat ze Wal nooit meer wilt zien. Dog wordt door Wal voor straf thuis aan een boom vastgebonden en moet de avond buiten doorbrengen in plaats van in zijn hok, terwijl er noodweer is voorspeld. 
Dog zit in zak en as doordat Wal boos op hem is, terwijl hij hem alleen probeerde te beschermen. Ondertussen hoort hij geritsel in de struiken en verschijnen er honderden ratten die zich tegoed aan hem willen doen. Het enige dat hij kan is laf de boom in klimmen om zichzelf te beschermen, maar de ratten kruipen hem achterna de boom in. Net als hij denkt dat zijn leven over is, verschijnt Horse de kat. Een enorme gespierde kater die voor niets en niemand bang is en de ratten verjaagd. Horse rent de ratten achterna die van de boerderij van de Murphy's komen. Intussen begint het weer steeds slechter te worden. Dog weet zichzelf te bevrijden en kruipt zijn hok in om te schuilen tegen de regen. 
De Murphy's besluiten dat het noodweer de ideale gelegenheid is om het vee en de herten van Cooch te stelen en gaan aan de slag. Cooch probeert ondertussen zijn dieren tegen het noodweer te beschermen en begint te merken dat er dieren ontbreken. Cooch krijgt hulp van Rangi, die ook Dog uit zijn hok haalt om te helpen. Het hok van Jess, die zelf nog steeds in de Bitch's box zit, wordt door de regenval omver geslagen en weggespoeld. Rangi ziet het en probeert haar te helpen maar kan niets doen. Ook komt hij erachter dat de Murphy's de dieren stelen van Cooch. Hij probeert Cooch te waarschuwen maar die is te druk om naar hem te luisteren. De volgende ochtend is het hele land van Wal overspoeld en probeert hij samen met Rangi, Pongo en Dog de boerderijdieren te verplaatsen naar het droge gedeelte. Maar Wal laat ze op een gegeven moment in de steek doordat hij zich herinnert dat de try-outs zijn voor het rugby team en hij haast zich, samen met Pongo en Rangi, die onder protest meegaat en nog steeds probeert te vertellen dat Jess is weggespoeld en de dieren worden gestolen, naar het rugby veld. Dog ondertussen heeft wel door wat er met haar is gebeurd en achtervolgt haar spoor die hem leid naar de boerderij van de Murphy's. Hij waant zich veilig doordat de wachthonden zitten opgesloten en treitert ze. Hierdoor worden ze agressief en weten ze zich los te breken en achtervolgen hem.
Nadat Dog de honden weet te verslaan en van zich af te schudden hoort hij Jess janken. Ze zit opgesloten in een schuur en wordt bedreigd door de ratten die haar willen opeten. Dezelfde ratten die Dog ook aanvielen. Horse de kater stormt eerder binnen en de ratten vluchten voor hem maar weten hem zo af te leiden dat een andere groep Jess bedreigd. Dog stormt binnen en weet de rattenkoning te verslaan en Jess te redden. Ondertussen is Wal druk bezig met zijn team de selector ervan te overtuigen dat hij het nieuwe Rugby talent is. Spit Murphy zit in het team van de tegenstanders en wordt door zijn vader onder druk gezet vals te spelen terwijl die de selector afleid. Wal faalt verschrikkelijk in het begin maar weet zichzelf te herpakken. Wanneer een teamgenoot echter knock-out wordt geslagen selecteert hij Rangi om die te vervangen. Rangi wil echter dat Wal terugkeert naar de boerderij om Jess en Dog te helpen. Rangi negeert Wal's instructies en begint solo te spelen. De selector raakt onder de indruk en Wal geïrriteerd. Rangi heeft Wal waar hij hem hebben wilt en besluit met de bal het veld af te rennen richting de boerderij. Hij ligt Pongo in over zijn plan maar dit wordt opgevangen door de Murphy's. Pongo rent het veld af en de selector verlaat het spel en concludeert dat niemand geschikt is. Wanneer Wal uitlegt eist wordt hem door Pongo uitgelegd wat er gaande is en beide haasten ze zich naar de boerderij van de Murphy's. Rangi wordt achterna gezeten door de Murphy's maar weet ze van zich af te schudden.
Op de boerderij aangekomen bevrijden Rangi en Pongo de dieren die vervolgens de Murphy's omver lopen. Spit probeert in de helikopter te vluchten maar deze is eerder gesaboteerd  door Dog. Pa Murphy merkt dat Dog en Jess de chaos hebben veroorzaakt en pakt zijn geweer om ze dood te schieten maar wordt door Horse aangevallen. Daarna vluchten Dog, Jess en Horse weg naar de rivier. Ze springen op een drijfvlot die door de woeste stroom wordt weggesleurd. Murphy bevrijdt zijn wilde zwijnen die de achtervolging inzetten, en schiet Horse bewusteloos. De honden worden aangevallen door de zwijnen en Dog probeert de dieren van zich af te schudden. Verderop zit Cooch te vissen die een van de varkens vist en vastmaakt. Wanneer de zwijnen zijn verslagen staat echter Pa Murphy ze op te wachten. De honden kunnen nergens heen en Murphy richt zijn geweer op ze. Op het laatst verschijnt Wal die Murphy probeert te stoppen. Hij struikelt echter, valt in de modder en Murphy schrikt van Wal's verschijning. Hij is ervan overtuigd dat een moerasmonster hem aanvalt en beide vallen in de rivier. Wal rent daarna achter de honden aan maar komt niet bij ze. Wal rent naar de auto en rijd samen met Cooch, Pongo en Rangi naar de brug. Rangi wordt vastgehouden over de reling om de honden te pakken. Hij weet Jess te pakken, maar mist Dog en Horse die vervolgens op het vlot wegdrijven richting zee.
Ze haasten zich naar het strand maar kunnen nergens een plek vinden om het vlot te pakken. Als er enkel wat stukken hout worden gezien die ronddrijven in zee staan ze even stil en moeten concluderen dat Dog en Horse beiden zijn verloren en verdronken. Vol ongeloof en verdriet verlaten ze het strand. Jess wil echter niet vertrekken waardoor Cooch besluit haar later op te halen zodat ze even een moment heeft het te verwerken. Wanneer ze wegrijden hoort Rangi Jess enthousiast blaffen en laat Wal de auto omkeren. Aangekomen op het strand zien ze Dog en Horse, die is ontwaakt, surfen op een gigantische golf op een stuk hout. Deze golf dumpt hen aan land, tot grote vreugde van iedereen en Dog wordt weer door Wal ontwaakt met mond op mond beademing.
De film eindigt met het tonen van Dog en Jess als trotse ouders van een nestje puppy's.

## Cast
- Peter Rowley als Dog
- John Clarke als Wal Footrot
- Rawiri Paratene als Rangi
- Fiona Samuel als Cheeky Hobson en Pongo
- Peter Hayden als Irish Murphy en Cooch Windgrass
- Dorothy McKegg als Tante Dolly
- Billy T. James als Pawai
- Brian Sergent als Spit Murphy
- Marshall Napier als Hunk Murphy
- Michael Haigh als de Rugby commentator

## Ontvangst
Footrot Flats: The Dog's Tale, opende in 28 bioscopen in Nieuw-Zeeland trok destijds de grootste box office winst in de openingsweek van alle filmreleases in het land. In Australië bracht de film $4.317.000 op aan de kassa, waardoor het de meest succesvolle animatiefilm in Australië was. Een positie die de film behield tot Disney's The Lion King in 1994.
De film kreeg over het algemeen positieve recensies, waarbij The New Zealand Herald hem vier en een halve ster van de vijf gaf en The Australian vier van de vijf. In een recensie van de krant The Age werd de film geprezen omdat hij trouw was aan de geest van de strip, en zei dat zijn "herderlijke, ruige charme ... hem aanzienlijk succes zou moeten opleveren".
Het tijdschrift Cinema Papers bekritiseerde het besluit van de producenten om de Disney-conventie te volgen om muzieknummers in animatiefilms op te nemen. Recensenten R.J. Thompson en Sue Turnbull schreven: ‘De liedjes voegen weinig toe aan de essentiële vertelling, maar verdraaien de film tegelijkertijd in iets anders: een reeks afwisselingen die niet met elkaar gelijk lopen, een onderbroken replica van een Hollywood-musical, noch lyrisch, noch ironisch." Ze hadden ook kritiek op de stemmen van de Hond("te voorzichtig en jong") en Cheeky ("te verfijnd"). Ze zeiden dat John Clarke het goed deed als Wal, maar dat hij gecast had moeten worden als de Hond, de meest welbespraakte en cynische van de personages. Ze verklaarden dat de film schattiger en vriendelijk was dan de strip en hierdoor grotendeels mislukt omdat de film gaat over mensen die dieren bezitten, terwijl de strip het omgekeerde laat zien en zo meer waarheidsgetrouw zou zijn.
Dougal McDonald, recensent van de Canberra Times, schreef dat hoewel Murray Ball genoeg grappen en situaties had bedacht om 72 minuten animatiefilm te vullen binnen de beperkingen van een samenhangende verhaallijn, hij "de ingrediënten had behouden, maar niet de smaak".

## Productie
De in Ierland geboren filmmaker Pat Cox, die in 1973 naar Nieuw-Zeeland was geëmigreerd, was een fan van de stripreeks en was van mening dat het een goede animatiefilm zou kunnen zijn. In 1981 nam hij contact op met Murray Ball en stelde voor om van de strip een speelfilm te maken. Ball verwierp het idee aanvankelijk, maar werd later alsnog overtuigd. De twee ontmoetten elkaar en begonnen te werken aan een verhaal. Het proces om de strip tot film te ontwikkelen duurde bijna zes jaar.

Ball's cartoonistvriend Tom Scott werd ingeschakeld om mee te schrijven aan het script, aangezien Ball nog nooit eerder een script had geschreven. Het kostte hen een jaar om een ruw verhaallijn uit te stippelen, aangezien ze allebei ernaast bezig waren met hun reguliere werk. Scott vertelde in zijn memoires uit 2017 dat Balls vruchtbare verbeeldingskracht resulteerde in een manuscript "omvangrijk genoeg om een trein te laten ontsporen".
Murray was astonishingly fecund. With every new plot suggestion he would sketch out on the spot more sight gags than we could possibly use. I soon realised that my major role would be to pare back the flood of material accumulating each scripting session and keep the storyline moving forward.
Scott stelde voor om enkele grappen uit eerder gepubliceerde strips te hergebruiken in de film, maar Ball was ervan overtuigd dat de film geheel nieuw materiaal zou moeten zijn en weigerde dit dus. Ball creëerde een nieuw personage, Vernon the Vermin, de rattenkoning, om de film een nieuwe slechterik te geven. Scott, die lijdt aan angst om te verdrinken, kwam met de suggestie voor de storm en overstromingen, en de climaxscène waarin Hond en Horse in zee worden weggespoeld.
Nadat de eerste schets van het script was voltooid, gaf Cox aanzienlijke feedback over het tempo en de structuur. Ball en Scott waren vervolgens bijna nog een jaar bezig met het voltooien van de verhaallijn. Ze hadden een subsidie verkregen voor scriptontwikkeling van $1.500 dollar van de New Zealand Film Commission. De werktitel van de film, die slechts een grap was, was Raiders of the Lost Dog Kennel: A dog's life.
Animatieregisseur Robbert Smit werd van Sydney naar Auckland overgevlogen om er zeker van te zijn dat het verhaal klopte vanuit het perspectief van een animator. De animatie duurde 15 maanden en omvatte 100.000 individueel met de hand getekende en geschilderde animatieframes. Ongeveer 200 animators werkten aan de film.

## Muziek
De Nieuw-Zeelandse muzikant Dave Dobbyn schreef de muziek voor de film. De eerste single van de soundtrack, "Slice of Heaven", werd vóór de film uitgebracht en stond van 5 oktober tot 23 november 1986 acht weken lang bovenaan de hitlijsten in Nieuw-Zeeland. Het stond in mei / juni 1987 ook vier weken lang als nummer 1 in Australië. Een tweede single, "You Oughta Be in Love", bereikte nummer 2 in Nieuw-Zeeland.

## Uitgaven
Footrot Flats: The Dog's Tale werd uitgebracht op VHS. Het werd later op 9 april 2004 op DVD uitgebracht ter gelegenheid van zijn 18e verjaardag. Het werd opnieuw uitgebracht op dvd en voor het eerst op blu-ray op 12 januari 2011. Het is ook beschikbaar voor aankoop en streaming op Amazon. Een copyrightwaarschuwing aan het einde van de film luidt: Iedereen die betrapt wordt op het illegaal kopiëren van deze foto, zal worden opgegeten door de Hellhounds van The Murphys.

## Tie-ins
Een tie-in-boek, Magpie Productions Presents Footrot Flats - The Dog's Tail Tale geschreven door Murray Ball en Tom Scott, en met animatiestills uit de film, werd uitgebracht in 1986. Een meer gedetailleerd boek, Footrot Flats: The Dog's Tale, The Making of the Movie door Lesley Stevens, werd in 1986 uitgegeven.
Vanwege het succes van de film werd Leisureland, een themapark in Te Atatū (West Auckland), omgedoopt tot Footrot Flats Fun Park.